# Thachulf de Turingia
Thachulf (Thachulf, Thaculf, Thakulf) (d. 1 august 873) a fost duce de Thuringia de la anul 849 până la moarte. El a deținut titlurile de comes și de dux și și-a exercitat stăpânirea asupra unei mărci.
Se pare că Thachulf ar fi fost fiul unui anume Hadulf, la rândul său urmaș al unui Thankulf.
Thachulf a primit sarcina de a conduce Marca sorabă în 849 cu titulatura de dux Sorabici limitis, oferindu-i-se comanda militarp asupra conților din regiunea situată în vecinătatea triburilor sorabilor. Aceștia din urmă i-au oferit lui Thachulf ostateci, pentru pecetluirea unei păci care să îi protejeze față de agresiunile bavarezilor, însă el a fost rănit în preziua sosirii mesagerilor slavi. Ascunzându-și rana în fața trimișilor sorabi, el a trimit oameni celorlalți conducători franci propunând încheierea acordului cu neamurile slave, însă ceilalți conducători l-au suspectat pe Thachulf de trădare și de uneltire în vederea preluării comandei asupra lor.
În conformitate cu Annales Fuldenses, în 858 un ''Reichstag'' (adunare) ținut la Frankfurt sub împăratul Ludovic Germanul a decis trimiterea a trei corpuri de armată la granițele răsăritene pentru a întări politica de supunere a triburile slave. Ducele Carloman de Bavaria a fost trimis pentru a ocupa statul Moravia Mare, Ludovic cel Tânăr pentru a se confrunta cu triburile obodriților și linonilor, iar Thachulf împotriva sorabilor, care refuzau să i se supună. Armatele lui Carloman și Ludovic erau pregătite în iulie, însă în privința lui Thachulf nu este sigur dacă a participat la campania preconizată. Sorabii s-au răsculat împotriva francilor la sfârșitul aceluiași an. Annales Fuldenses se pot însă înșela în privința datării.
Thachulf a murit în vara anului 873, moartea sa stârnind o nouă răscoală a sorabilor și a vecinilor acestora. Revolta nu a fost înăbușită decât în ianuarie 874, cu ocazia campaniei conduse de arhiepiscopul Liutbert de Mainz și de ducele Radulf al II-lea de Thuringia, succesorul lui Thachulf.